# Сельское поселение «Ималкинское»
Се́льское поселе́ние «Ималкинское» — муниципальное образование в Ононском районе Забайкальского края Российской Федерации.
Административный центр — село Красная Ималка.

## История
Статус и границы сельского поселения установлены Законом Читинской области от 19 мая 2004 года «Об установлении границ, наименований вновь образованных муниципальных образований и наделении их статусом сельского, городского поселения в Читинской области».

## Население
| 2010 | 2011 | 2012 | 2013 | 2014 | 2015 | 2016 |
| ---- | ---- | ---- | ---- | ---- | ---- | ---- |
| 689  | ↘685 | ↘652 | ↘612 | ↘590 | ↘543 | ↘532 |
| 2017 | 2018 | 2019 | 2020 | 2021 |      |      |
| ↘513 | ↘490 | ↘465 | ↘423 | ↘370 |      |      |

## Состав сельского поселения
| № | Населённый пункт | Тип населённого пункта       | Население |
| - | ---------------- | ---------------------------- | --------- |
| 1 | Красная Ималка   | село, административный центр | ↘367      |
| 2 | Усть-Ималка      | село                         | ↘33       |